# Dire Straits (Album)
Dire Straits ist das Debütalbum der britischen Rockband Dire Straits. Es wurde im Juni 1978 veröffentlicht. Der bekannteste Song des Albums ist die Singleauskopplung Sultans of Swing, die der erste große Erfolg der Gruppe wurde. 

## Hintergrund

### Demotape
Mitte 1977 nahmen Dire Straits ein Demotape auf. Am 27. Juli entstanden Wild West End, Sultans of Swing, Down to the Waterline, Sacred Loving (später nicht veröffentlicht) und Water of Love. Im Oktober zeichneten sie Southbound Again, In the Gallery und Six Blade Knife für ein Band für BBC Radio London auf. Am 9. November folgten Setting Me Up, Eastbound Train und Real Girl (letztere nicht auf Dire Straits veröffentlicht). Diese frühen Aufnahmen kamen bei der BBC gut an, sodass Anfang des nächsten Jahres ein Plattenvertrag und die Studioaufnahme des ersten Albums der Band folgen sollten.

### Das Album
Für das selbstbetitelte Album Dire Straits begab sich die Band am 13. Februar 1978 in die Basing St. Studios in London, um die bereits auf dem Demotape eingespielten Lieder nun professionell aufzunehmen und abzumischen. Dire Straits wurde schließlich am 9. Juni 1978 veröffentlicht.
Auf dem Album enthalten ist unter anderem die spätere Single Sultans of Swing, die den ersten großen Erfolg der Band darstellte. Im Jahr 2000 wurde Dire Straits zusammen mit den anderen Alben der Band als remasterte Version neu veröffentlicht.

## Titelliste
Alle Kompositionen sind von Mark Knopfler.
1. Down to the Waterline – 3:55
2. Water of Love – 5:29
3. Setting Me Up – 3:18
4. Six Blade Knife – 4:10
5. Southbound Again – 2:58
6. Sultans of Swing – 5:47
7. In the Gallery – 6:16
8. Wild West End – 4:42
9. Lions – 5:05

## Beschreibung einzelner Titel

### Down to the Waterline
In Down to the Waterline beschreibt Knopfler das Hafengebiet von Newcastle upon Tyne, die Stadt, in der er aufwuchs. Die Erzählende ist ein Mädchen, das über seine Erinnerungen an das Quayside-Gebiet berichtet.

### Water of Love
Der männliche Erzähler beklagt seine Einsamkeit, die durch die Trennung von einer Frau entstand. Seitdem sucht er das „Wasser der Liebe“, das Lebenselixier, ohne das er bald eingehe.

### Setting Me Up
Setting Me Up handelt von einer missglückten Beziehung. Ein männliches Lyrisches Ich führt diverse Punkte auf, die ihn an seiner Partnerin stören.

### Six Blade Knife
Das „sechsschneidige Messer“ symbolisiert die Reize einer Frau, die den Erzähler einerseits sehr umschmeicheln, andererseits aber keine eigenen Entscheidungen mehr zulassen, so sehr er sich auch dagegen sträubt.

### Southbound Again
In Southbound Again wird der Abschied eines jungen Mannes aus seiner Heimat Newcastle upon Tyne geschildert. Er ist recht unschlüssig, wohin er gehen soll. Einerseits will er wegen einer gescheiterten Liebe weg, andererseits hat er Heimweh. Er fühlt sich des Lebens verdrossen, verspricht sich aber selbst, nicht aufzugeben.

### Sultans of Swing
Jemand ist nachts bei Regen in London auf der Straße unterwegs und hört, wie in einer Bar Dixie gespielt wird. Da es ihm gefällt, betritt er den Laden. Obwohl die Band gut spielt, sind nur wenige Gäste da. Er betrachtet die Bandmitglieder genauer: George an der Gitarre ist musikalisch sehr erfahren und spielt sehr rhythmisch; dennoch kann er sich nur eine alte Gitarre leisten. Harry macht sich nichts daraus, dass die Band keinen großen Erfolg hat, schließlich übt er tagsüber einen normalen Beruf aus. Freitag abends allerdings ist er in seinem Element. In einer Ecke albern betrunkene Männer herum und interessieren sich nicht für die Jazz-Band – schließlich ist es in ihren Augen kein Rock ’n’ Roll. Zum Ende verabschiedet sich die Band mit den Worten: „Wir sind die Sultans of Swing“.

### In the Gallery
Knopfler schrieb diesen Titel als Tributzollung an seinen 1976, zwei Jahre vor Veröffentlichung des Albums verstorbenen Freund aus Leeds Harry Phillips, der Skulptur-Künstler war. Es geht darum, dass in Galerien von Mainstream-Künstlern, die nichts wirklich können, nur Betrug am Zuschauer ausgestellt werde, während wirklich begabte Künstler abseits der Aufmerksamkeit unbemerkt leben und sterben.

### Lions
Das letzte Lied des Albums handelt von einer verlorenen Frau, die in der Nacht unangenehme Taten beobachtet und von einem betrunkenen Seefahrer begrabscht wird. Die Protagonistin entscheidet sich, den ihr zugefügten Schaden zu ignorieren. Innerlich sehnt sie sich nach einem „goldenen Ritter“, der sie aus der Misere führt.

## Musiker und Mitwirkende

### Band
- Gesang, Gitarre: Mark Knopfler
- Bass, Gesang: John Illsley
- Gitarre, Gesang: David Knopfler
- Schlagzeug: Pick Withers

### Weitere Mitwirkende
- Produzent: Muff Winwood
- Technik: Rhett Davies
- Remastering: Gregg Geller
- Projektkoordinator: Jo Motta
- Art Direction: Alan Schmidt

## Kommerzieller Erfolg

### Chartplatzierungen
Das Album Dire Straits erreichte 1979 Platz zwei der US-amerikanischen Billboard 200, die Single Sultans of Swing im selben Jahr Platz vier der Billboard Hot 100.
| ChartsChartplatzierungen       | Höchstplatzierung | Wochen/ Monate |
| ------------------------------ | ----------------- | -------------- |
| Deutschland (GfK)              | 3 (85 Wo.)        | 85 Wo.         |
| Österreich (Ö3)                | 17 (6 Mt.)        | 6 Mt.          |
| Vereinigte Staaten (Billboard) | 2 (41 Wo.)        | 41 Wo.         |
| Vereinigtes Königreich (OCC)   | 5 (132 Wo.)       | 132 Wo.        |

| ChartsJahrescharts (1979) | Platzierung |
| ------------------------- | ----------- |
| Deutschland (GfK)         | 1           |

### Auszeichnungen für Musikverkäufe
| Land/Region                  | Auszeichnungen für Musikverkäufe (Land/Region, Auszeichnung, Verkäufe) | Verkäufe  |
| ---------------------------- | ---------------------------------------------------------------------- | --------- |
| Brasilien (PMB)              | Gold                                                                   | 150.000   |
| Dänemark (IFPI)              | Platin                                                                 | 20.000    |
| Deutschland (BVMI)           | Platin                                                                 | 500.000   |
| Frankreich (SNEP)            | Platin                                                                 | 400.000   |
| Griechenland (IFPI)          | Gold                                                                   | 50.000    |
| Italien (FIMI)               | Platin                                                                 | 50.000    |
| Kanada (MC)                  | 4× Platin                                                              | 400.000   |
| Neuseeland (RMNZ)            | 7× Platin                                                              | 140.000   |
| Niederlande (NVPI)           | 4× Platin                                                              | 407.633   |
| Österreich (IFPI)            | Gold                                                                   | 25.000    |
| Schweden (IFPI)              | Silber                                                                 | 25.000    |
| Schweiz (IFPI)               | 2× Platin                                                              | 100.000   |
| Vereinigte Staaten (RIAA)    | 2× Platin                                                              | 2.000.000 |
| Vereinigtes Königreich (BPI) | 2× Platin                                                              | 600.000   |
| Insgesamt                    | 1× Silber · 3× Gold · 25× Platin ·                                     | 4.842.633 |

Hauptartikel: Dire Straits/Auszeichnungen für Musikverkäufe